# El padrino (película)
El padrino (título original en inglés: The Godfather) es una película estadounidense de 1972 dirigida por Francis Ford Coppola. La película fue producida por Albert S. Ruddy, de la compañía Paramount Pictures. Está basada en la novela homónima (que a su vez está basada en la familia real de los Mortillaro de Sicilia, Italia) de Mario Puzo, quien adaptó el guion junto a Coppola y Robert Towne, este último sin ser acreditado. Protagonizada por Marlon Brando y Al Pacino como los líderes de una poderosa familia criminal ficticia de Nueva York, la historia, ambientada desde 1945 a 1955, cuenta las crónicas de la familia Corleone liderada por Vito Corleone (Brando), enfocándose en el personaje de Michael Corleone (Pacino), y su transformación de un reacio joven ajeno a los asuntos familiares a un implacable jefe de la mafia ítalo-estadounidense.
Paramount Pictures compró los derechos de la novela por el precio de ochenta mil dólares, antes de que ganase popularidad. Los ejecutivos del estudio tuvieron problemas para encontrar un director; sus primeros candidatos rechazaron el puesto antes de que Coppola firmara para dirigir la película. Ellos y Coppola no estuvieron de acuerdo sobre quién interpretaría a varios personajes, en particular, Vito y Michael. El rodaje tuvo lugar principalmente en Nueva York y en Sicilia, y se completó antes de lo previsto. La partitura musical fue compuesta principalmente por Nino Rota, con piezas adicionales por Carmine Coppola.
La película fue una de las películas más populares de 1972, y fue por un tiempo la película más taquillera jamás realizada, con un ingreso bruto de alrededor de 245–286 millones de dólares en la taquilla. La película recibió elogios de la crítica y el público, con un reconocimiento a las interpretaciones de su elenco, particularmente de Brando y Pacino, la dirección, el guion, la cinematografía, la edición, la partitura y la representación de la mafia. La película revitalizó la carrera de Brando, que estaba en declive durante la década de 1960 antes de protagonizar éxitos como El último tango en París, Superman: The Movie y Apocalypse Now, y lanzó las exitosas carreras de Coppola, Pacino y el resto de los actores. En la 45.ª ceremonia de los Premios Óscar, ganó los Premios Óscar por mejor película, mejor actor (Brando) y mejor guion adaptado (para Puzo y Coppola). Entre sus otras siete candidaturas al Oscar estuvieron las de Pacino, James Caan, Robert Duvall (a mejor actor de reparto), y Coppola a mejor director.
Desde su estreno, la película es ampliamente considerada como una de las mejores y más influyentes películas de la historia, especialmente en el género de cine de gánsteres. Fue seleccionada para su conservación en los EE. UU. por el National Film Registry de la Biblioteca del Congreso de Estados Unidos en 1990, al ser considerada «cultural, histórica o estéticamente significativa» y se clasifica como segunda mejor película del cine estadounidense (detrás de Ciudadano Kane) por el American Film Institute.
Es la primera de una trilogía de películas, continuada por sus secuelas El padrino II (1974) y El padrino III (1990), también dirigidas por Coppola.

## Argumento
La historia comienza en el verano de 1945, cuando se celebra la boda de Connie (Talia Shire) y Carlo Rizzi (Gianni Russo). Connie es la hija de Don Vito Corleone (Marlon Brando), cabeza de la familia Corleone, y jefe de una de las cinco familias que ejercen el mando de la Cosa Nostra en la ciudad de Nueva York. Con el argumento de que todo siciliano debe atender las peticiones que le hacen el día de la boda de su hija, Don Vito es visitado, en el primer plano de la acción, por Amerigo Bonasera, dueño de una funeraria. Este solicita la ayuda de Corleone para vengar un ataque a su hija que fue herida y desfigurada por su novio y un amigo de este, al haberse negado a sostener relaciones sexuales, y tras no conseguir que los dos individuos fueran sentenciados por las vías legales. Bonasera le ofrece dinero a Don Vito para que los mate, pero este se niega, ya que su hija no está muerta, por lo que toma su petición como una falta de respeto. Alega que él y su familia no son asesinos a sueldo y le recuerda  los tiempos en que eran amigos, y que cuando él empezó a vincularse con asuntos ilegales, Amerigo Bonasera eludió su contacto, a pesar de que la esposa de Don Vito era la madrina de su hija. Finalmente, Amerigo Bonasera le expone su respeto y besa la mano de Don Vito llamándolo Padrino. El Don queda satisfecho y dice a Amerigo Bonasera que está en deuda con él y que algún día, "y puede que ese día nunca llegue" podría solicitarle un favor a cambio de ese, a lo que Amerigo Bonasera no podría negarse en razón de su amistad y como pago. Don Vito manda a Peter Clemenza (Richard S. Castellano) a golpear a los jóvenes porque sería injusto matarlos.
A la fiesta pronto llegan Johnny Fontane (Al Martino), un famoso cantante ahijado de la familia, el hijo menor de los Corleone, Michael (Al Pacino) un marine condecorado por su lucha en la Segunda Guerra Mundial y su novia Kay Adams (Diane Keaton). Fontane después se entrevista con su padrino y le pide que le consiga el papel protagonista en una película de Hollywood; que el productor, Jack Woltz, se niega a darle, para impulsar su carrera. Corleone envía a California a Tom Hagen (Robert Duvall), el abogado de la familia y consigliere (que además era de origen irlandés e hijo adoptivo de Vito), para hablar con el productor Jack Woltz (John Marley). Hagen habla con Woltz en los estudios, pero el productor le despide abruptamente. Por la tarde, tras saber a quién representaba, el productor invita a Tom a su casa, y tras un paseo por la propiedad, le muestra un caballo de raza el cual le presume que le costó 600.000 dólares; durante la cena le termina confesando, que si bien el papel es idóneo para Fontane, no se lo daría con el propósito de echarlo de la industria del cine, ya que arruinó la carrera de una prometedora actriz y amante suya, en cuya preparación al estrellato Woltz había invertido gran cantidad de tiempo y dinero. Tras esto, el productor despide nuevamente a Hagen, quien decide partir de regreso a ciudad de Nueva York inmediatamente. Al día siguiente, Woltz despierta en su cama, sintiendo algo raro entre sus sábanas. Al destaparlas, contempla con horror la cabeza cercenada del caballo que había presumido a Hagen. Con esta actuación, Johnny Fontane consigue el papel más importante de la película.
Tras el regreso de Hagen, los Corleone se entrevistan con Virgil "El Turco" Sollozzo, un italoestadounidense traficante de heroína que tiene la protección de la familia Tattaglia, rivales de los Corleone. "El Turco" le pide a Don Corleone protección legal más un millón de dólares para financiar el negocio y abrir el comercio de droga en la ciudad. A cambio le proporcionaría un 30 % de las ganancias. Sin embargo, a pesar de la opinión favorable de Tom Hagen y de su hijo mayor Santino "Sonny" Corleone (James Caan), Don Vito se niega, pues opina que sus contactos en la política no podrían hacer la vista gorda ante la droga del mismo modo que la hacían con el juego o la prostitución.
Entonces, para sondear cómo reaccionaron los Tattaglia por la negativa, Don Vito envía a Luca Brasi, su fiel e inquebrantable sicario, a una reunión con Bruno Tattaglia, hijo de Don Philip Tattaglia, para que finja que se "ofrece" y así obtener información, pero Luca es asesinado con la colaboración de Sollozzo, mientras otro, a su espalda, lo estrangula con una fina cuerda.
Un día, Don Vito sale de su oficina con su hijo Fredo y se dispone a comprar fruta. Dos sicarios de la familia Tattaglia disparan cinco tiros a Don Vito ante la atónita mirada de Fredo quien, nervioso, no puede reaccionar a tiempo. Tras el atentado, el Padrino es llevado al hospital, gravemente herido.
Sonny, que toma las riendas de la familia por la ausencia del Don, ordena matar a Paulie Gatto, el guardaespaldas de Don Vito, que se vendió a los Tattaglia, ya que no acudió a su puesto el día del atentado con la excusa de estar enfermo. Este trabajo es eficazmente cumplido por Peter Clemenza y Rocco Lampone en plena carretera, fuera de la ciudad.
Michael, hermano de Sonny, va a visitar a su padre que está gravemente herido en el hospital. Pronto se da cuenta de que Don Vito está desprotegido cuando se suponía que debía estar vigilado, ya que el capitán de la Policía, Mark McCluskey, ha echado a los guardaespaldas del hospital. McCluskey es un policía corrupto pagado por "El Turco" Sollozzo. Michael llama a Sonny para informarle de la situación, logra cambiar a su padre de habitación y protegerlo de los sicarios con la ayuda del aterrado Enzo, yerno del pastelero Nazorine, quien se hace pasar por sicario estando fuera del hospital. Ante el fallo del plan para asesinar a Don Vito, regresa McCluskey, el capitán de policía, a quien Michael le reclama por qué deja sin vigilancia a su padre, por tal motivo McCluskey le propina a Michael un tremendo puñetazo, fracturando su mandíbula. Justo entonces, Tom Hagen llega con detectives privados y resuelve la situación.
Cuando Michael vuelve a la mansión, se entera de que, por orden de Sonny, Bruno Tattaglia ha sido asesinado. Michael, junto con Sonny, Tom Hagen, Tessio y Clemenza, planea el asesinato de "El Turco" Sollozzo y de McCluskey. Lo consiguen acordando un encuentro con ellos. Sonny se entera por un contacto en la policía de que la cena con "El Turco" y McCluskey será en el Restaurante Louis del Bronx, donde Michael acude y mata a ambos con un revólver que Clemenza prepara y esconde tras la cisterna del retrete del restaurante; la matanza la realiza después de haber entrado desarmado al restaurante y engañarlos diciéndoles que iba al retrete solo a orinar. Tras este doble asesinato, Michael huye a la isla italiana de Sicilia y da comienzo una guerra de bandas en Nueva York. Cuando Don Vito vuelve a casa, todavía convaleciente, se entera de lo ocurrido con Sollozzo y de la partida de Michael.
En Nueva York, Sonny le pega una paliza a Carlo Rizzi, el marido de su hermana Connie, dado que él la maltrata. Sonny se siente culpable de la desgracia de su hermana por haberla presentado él a Carlo. Tras la paliza, Sonny le advierte que si vuelve a golpear a Connie, lo matará. Lleno de resentimiento hacia su cuñado, Carlo trama una venganza y golpea a Connie nuevamente, quien llama por teléfono a Sonny entre sollozos: él, montado en cólera, acude a su rescate, pero sale tan apresuradamente de su residencia que no da tiempo a sus guardaespaldas de acompañarlo. Para cuando finalmente lo alcanzan, ya es tarde: Sonny ha sido acribillado en una caseta de peaje en una emboscada.
Amerigo Bonasera es llamado por Vito con la indicación de que ha llegado la hora de pagar el favor del Don. El funerario se presenta dispuesto a hacer lo que se le pida sin discutir, pero resulta que solo era requerido para que maquille el cadáver de su primogénito y le pide que haga su mayor esfuerzo, ya que el Don quería evitar que su madre lo viera desfigurado por los numerosos impactos de bala que había recibido.
Mientras, en su estancia en Sicilia, Michael conoce a Apollonia, una bella italiana de la que se enamora y con la que se casa. Poco después Apollonia es asesinada a traición por uno de sus guardaespaldas (Fabrizio), quien había colocado una bomba en el coche de Michael, pensando que él iba a conducirlo y no ella. Fabrizio había sido comprado por Don Emilio Barzini, el Don de la familia mafiosa neoyorquina más poderosa, junto a la Corleone, a cambio de facilitarle la entrada en América. Barzini es también el responsable de la muerte de Sonny e intenta eliminar a los Corleone de Nueva York y hacerse con el control total de la ciudad, ya que cuenta con el apoyo de los Tattaglia y las otras dos familias de Nueva York. 
Tras la mejora del Don, después de haber sido malherido, convoca una reunión con las Cinco Familias, en donde expone que, a pesar de que sabe que el asesino de su hijo se encuentra entre los presentes, renuncia a vengar la muerte de Sonny, reclama el regreso a salvo de Michael y cede su protección política y policial para cubrir el tráfico de drogas, que se acuerda realizar restringido y "con honor"; el abrazo entre Philip Tattaglia y Vito Corleone, auspiciado por Barzini, representa la paz. Sin embargo, al volver a casa, Don Vito sabe en el fondo que Barzini es responsable del asesinato de Sonny.
Michael vuelve a Estados Unidos y, apoyado por su padre, toma las riendas de la familia. Don Vito se convierte en su consejero y le advierte de que después de su muerte, Barzini intentará acabar con él (Michael) en una reunión: el traidor será aquel de su entorno que le haga saber su deseo de mantener dicha entrevista y le garantice su seguridad. Michael jura a su padre vengar la muerte de Sonny pero, debido a las circunstancias, Don Vito le propone, de manera solapada, esperar.
Michael viaja a Las Vegas para comprar un casino a Moe Greene (en el que residía Fredo, apartado de la guerra de bandas), pero el intento falla. Moe le insulta, diciéndole que está acabado, que los Corleone no son nada y que no le venderá el casino, amenazando con acudir a Barzini para que le cubra la espalda en contra de los Corleone.
Vito se retira a una casa de campo para convivir con los hijos de Michael y finalmente muere de un infarto en su propio hogar mientras que estaba jugando con uno de sus nietos.
Con la muerte de Don Vito, los Corleone quedan aparentemente débiles y las traiciones se suceden. Tessio propone a Michael una reunión con Barzini durante las honras fúnebres, por lo que se revela como el traidor que le había advertido su padre.
Antes de la reunión, durante el bautizo del sobrino de Michael, este ordena asesinar a los cuatro Dones de las familias rivales: Peter Clemenza mata a Victor Stracci y a sus guardaespaldas a la salida de un ascensor; Ottilio Cuneo queda atrapado en una puerta giratoria por Willi Cicci y es asesinado por él de varios balazos en el pecho; Philip Tattaglia es asesinado por Rocco Lampone y un mafioso de los Corleone quienes disparan con metralletas MP40 mientras estaba en la cama con una prostituta; finalmente, Al Neri, disfrazado como policía, dispara a Emilio Barzini en las escaleras de un juzgado y Moe Greene recibe un disparo en su ojo derecho mientras recibía un masaje (ejecutando la llamada "Moe Greene Special").
Puesto que Tessio también había traicionado a la familia, es rodeado por hombres de Michael cuando se disponía a dirigirse a la supuesta reunión con Barzini. Resignado, Tessio afirma a Hagen que "siempre quiso a Michael y que se trataba solamente de negocios". Además pide al consigliere que interceda ante Michael para que lo perdone "por su vieja amistad", pero Tom se niega y ve con tristeza cómo Tessio es llevado en un automóvil para ser ejecutado.
Michael decide ajustarle las cuentas a Carlo Rizzi por su complicidad con el asesinato de Sonny; el aterrorizado Carlo, desesperado por su afán de que Michael le perdone la vida, admite su culpabilidad, confesando que había sido comprado por Barzini para colaborar con él en el asesinato de Sonny. Michael le dice que su único castigo será quedar fuera de los negocios de la familia y le ordena que se vaya a vivir a Las Vegas con Connie. Pero cuando Carlo entra en el automóvil que supuestamente lo llevará al aeropuerto y se sienta en el asiento delantero del copiloto, Peter Clemenza lo estrangula desde el asiento trasero y, en sus esfuerzos por resistir, rompe a patadas el parabrisas del automóvil.
Enterada del asesinato de su marido Carlo, Connie acude donde Michael llorando furiosa, y lo acusa en presencia de Kay de ser el asesino de Carlo, de haber esperado a que el Don muriera para matarlo por la muerte de Sonny, así como también lo acusa del asesinato del conjunto de jefes mafiosos. Kay le pregunta a su marido si realmente él ha sido el autor de los asesinatos. Michael, de mala manera, se niega a responderle, pero tras la insistencia de Kay, Michael se violenta y miente, al negar haber tenido relación con los mismos. Sin embargo, Kay se da cuenta de que lo que dice Connie es cierto cuando ve que Michael recibe el saludo de varios amigos, quienes lo saludan respetuosamente como el nuevo Padrino. La película termina con Al Neri cerrando suavemente la puerta a Kay.
Es así como Michael Corleone se convierte en el hombre más poderoso de la Cosa Nostra en Estados Unidos.

### Reestreno remasterizado
Ford Coppola dijo que se reestrenaría en el 2012 en formato remasterizado y Paramount luego confirmó que el reestreno tendría lugar una fecha desconocida, esto sería para conmemorar los 40 años de su estreno. Igualmente, coincidiría con el centésimo aniversario de Paramount, a celebrarse un mes después del reestreno de El padrino. Se descartó el proceso de conversión a 3D de la película, También se descartó que la película fuera reestrenada en formato IMAX.[cita requerida]
A principios de 2012, se reveló un adelanto de meses de la fecha de reestreno.

## Reparto
- Marlon Brando - Don Vito Corleone
- Al Pacino - Michael "Mike" Corleone
- Robert Duvall - Thomas "Tom" Hagen
- James Caan - Santino "Sonny" Corleone
- Richard Castellano - Peter Clemenza
- Sterling Hayden - Capitán de policía Mark McCluskey
- John Marley - Jack Woltz
- Diane Keaton - Kay Adams
- Richard Conte - Emilio Barzini
- Al Lettieri - Virgil Sollozzo, "El Turco"
- Abe Vigoda - Salvatore "Sal" Tessio
- Talia Shire - Constanzia "Connie" Corleone
- John Cazale - Frederico "Fredo" Corleone
- Gianni Russo - Carlo Rizzi
- Rudy Bond - Carmine Cuneo
- Morgana King - Carmela Corleone
- Al Martino - Johnny Fontane
- Lenny Montana - Luca Brasi
- Tom Rosqui - Rocco Lampone
- John Martino - Paul "Paulie" Gatto
- Salvatore Corsitto - Amerigo Bonasera
- Richard Bright - Albert "Al" Neri
- Alex Rocco - Moe Greene
- Tony Giorgio - Bruno Tattaglia
- Vito Scotti - Panadero Nazorine
- Tere Livrano - Theresa Hagen
- Victor Rendina - Philip Tattaglia
- Jeannie Linero - Lucy Mancini
- Carlos Morant - Primo del Padrino
- Julie Gregg - Sandra Corleone
- Simonetta Stefanelli - Apollonia Vitelli
- Ardell Sheridan - Señorita Clemenza
- Angelo Infanti - Fabrizio
- Corrado Gaipa - Don Tommasino
- Franco Citti - Calo
- Saro Urzì - Vitelli
- Louis Guss - Don Zaluchi

## Producción

### Desarrollo
La película está basada en el libro homónimo, obra del escritor de ascendencia italiana Mario Puzo que permaneció como Best-Seller en la lista del New York Times durante 67 semanas y que vendió 9 millones de copias en dos años.. Aunque en el momento de su lanzamiento la novela fue exitosa, a Puzo no le agradó; dijo que únicamente la escribió con el fin de lucrarse. Publicada en 1969, se convirtió en la obra publicada con más ventas durante varios años.

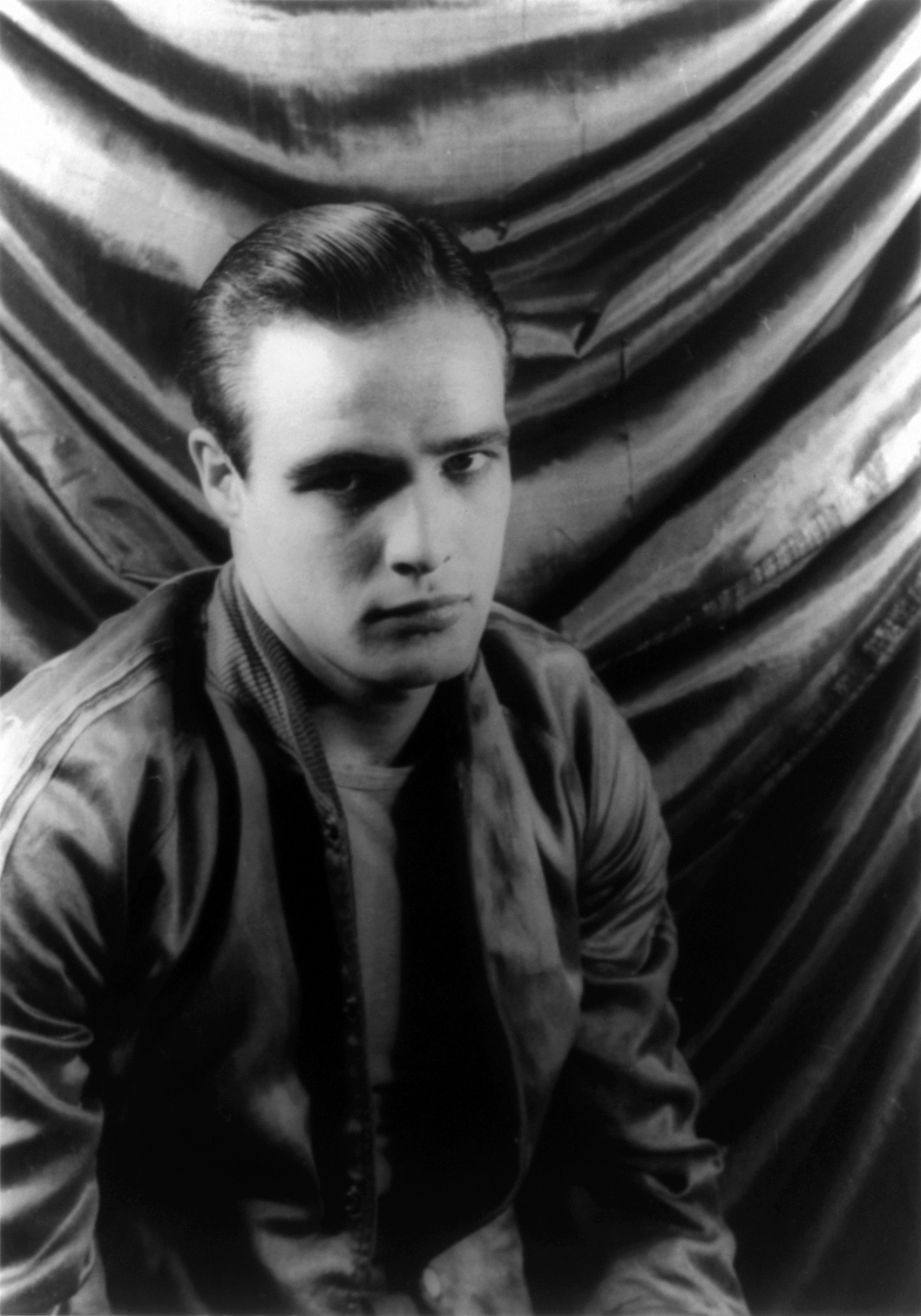
Marlon Brando, quien interpretó a Don Vito en El padrino.

Paramount Pictures conoció la existencia de la novela de Puzo en 1967 cuando un agente literario contactó con el vicepresidente de producción de Paramount Peter Bart acerca del manuscrito incompleto de sesenta páginas de Puzo. Bart creía que el trabajo iba "mucho más allá que una historia de la mafia" y le ofreció a Puzo 12,500$ por los derechos, con una opción de 80,000$ si el guion concluido se convertía en una película. Pese a que el agente de Puzo le aconsejó que rechazara la oferta, Puzo necesitaba desesperadamente el dinero, tenía muchas deudas y aceptó el acuerdo. Puzo conoció en la primavera de 1968 a Robert Evans, productor ejecutivo de la Paramount Pictures en ese tiempo, y le ofreció los primeros borradores de una futura obra que primitivamente se iba a llamar Mafia; Evans le compró los derechos de la novela a Puzo por 12 500 dólares después de que el autor le confió que necesitaba urgentemente $10,000 para pagar deudas de juego. Tras la publicación y el éxito de la novela, ya titulada El padrino, en abril de 1969, la Paramount Pictures decidió llevarla a la gran pantalla y convertirla en una clásica película de gánsteres; la productora veía en este filme solo una mera explotación comercial del best seller de Puzo.

El objetivo era estrenar la película el día de Navidad en 1971. El 23 de marzo de 1970, Albert S. Ruddy fue anunciado oficialmente como productor de la película, en parte porque los ejecutivos del estudio quedaron impresionados con su entrevista y porque era conocido por realizar sus películas por debajo del presupuesto asignado.
La polémica y la agitación siguieron al anuncio del proyecto; la Liga de los Derechos Civiles de los italoestadounidenses, senadores y legisladores del estado de Nueva York presentaron protestas, incluso se llegaron a recibir amenazas de bomba y auténticas intimidaciones por parte de la rama americana de Cosa Nostra para que no se efectuara el rodaje. Pero se hicieron reuniones y las negociaciones tranquilizaron a muchos de los que protestaban, a los que incluso llegó a convencerse de que participaran en la realización de la película; por ejemplo, la palabra mafia no llegó a pronunciarse nunca en el guion.
El primer día de producción fue oficialmente el 23 de marzo de 1971 con un presupuesto inicial de cerca de un millón de dólares. Tres semanas después de empezado el proceso de la cinta, aún había cuestiones fundamentales por resolver: el presupuesto, el reparto, las locaciones y en qué época se situaría la acción. El director solicitó a la compañía ochenta días para filmar la película, a o que accedió el estudio y le otorgaron 83, aunque solo se emplearon 77. En pleno desarrollo conceptual, los problemas entre los ejecutivos y el novato director salieron a flote, Coppola quería ser fiel a la novela, haciéndola de época y filmándola en Nueva York, lo que al final elevó considerablemente todo el costo del diseño de producción y llevó a la Paramount a gastar seis veces más de lo esperado (aproximadamente 6,2 millones de dólares). Cuando se comenzó a rodar la película los problemas no disminuyeron, se vinculó la filmación con la Mafia y se acusó de que pedían "colaboraciones como técnicos consultores". La polémica se incrementó cuando el papel de Luca Brassi le fue otorgado a Lenny Montana, un exluchador que durante un tiempo fu vinculado con la familia Columbo. Mientras tanto en el interior de los sets, el director de fotografía Gordon Willis mantenía discusiones constantes con Francis Ford y criticaba su escasa experiencia en la materia.
Las escenas rodadas en la casa de los Corleone, que se ubicaba en Long Beach, L.I. se filmaron en Staten Island. Los vecinos de Long Island se negaron a participar en la película afirmando que esta glorificaba a la mafia. La escena en la que es asesinado Sonny se rodaron en un aeródromo desierto de Long Island, para la cual se fabricó una caseta de peaje de los años 40 y se colocó un gran cartel tras esta, no solo para ambientar, sino para ocultar el complejo de edificios que se hallaba cercano al lugar de filmación.

### Dirección

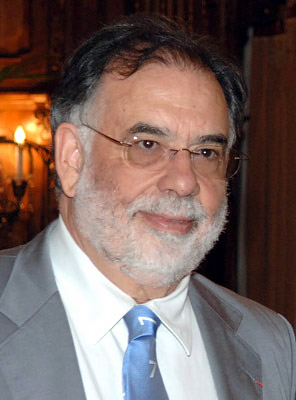
Francis Ford Coppola, fue la opción "idónea" a dirigirla, tenía ascendencia italiana (primordial para Evans), era un director desconocido, por lo que les salió barata su contratación, y por tener la experiencia de sacar adelante películas de bajo presupuesto.

Charles Bluhdorn, el empresario austriaco-estadounidense dueño de la Gulf & Western (que compró a Paramount en 1966) y benefactor del proyecto, y Stanley Jaffe, presidente de la Paramount, comenzaron a entrevistarse con diversos directores para el proyecto; Sergio Leone fue la primera elección de Paramount para dirigir la película, pero rechazó la oferta para dirigir la película, también del género de gánsteres, Once Upon a Time in America. A Peter Bogdanovich se le ofreció la dirección pero la rechazó ya que no estaba interesado en películas sobre la mafia. Otros varios directores fueron considerados para el proyecto, los primeros en la lista fueron el británico Peter Yates y los estadounidenses Elia Kazan, Otto Preminger, Richard Brooks y Arthur Penn, y el franco-griego Costa-Gavras, pero cada uno de ellos declinó la invitación, por lo que Paramount estuvo a punto de abandonar el proyecto. Evans prefería que la obra fuera encabezada por un director de ascendencia italiana con el fin de que el proyecto fuese "étnico hasta la médula".
A pesar del gran éxito de la novela, los directores de los estudios no querían realizar el proyecto ante el fracaso de películas de corte similar como The Brotherhood, dirigida por Martin Ritt en 1968 y protagonizada por Kirk Douglas. Evans creía que la razón de su fracaso era su falta casi completa de miembros del reparto o personal creativo de ascendencia italiana (el director Martin Ritt y la estrella Kirk Douglas eran judíos). Sin embargo los ejecutivos Peter Bart y Robert Evans creían que el fracaso de estas se debía a que eran realizadas por "italianos hollywoodenses", y para que la película tuviera éxito, a lo que Evans se refirió como "que se pudieran oler los spaghetti", debía ser hecha por italoestadounidenses, aunque en una clara contradicción a esta idea eligieron a Ruddy para producirla. Inicialmente se planeó como una producción clase B, de bajo costo y sin mayores pretensiones. Ante la negativa de los directores entrevistados, contrataron a Francis Ford Coppola, un italoestadounidense de 31 años que solo había dirigido un puñado de películas aunque por sugerencia de Bart, asistente en ese momento de Evans. Coppola trabajaría por una suma y presupuesto bajos después de la mala recepción de su última película The Rain People pero que venía de recibir un premio de la Academia por coescribir el guion de la película épica de la Segunda Guerra Mundial titulada Patton. Paramount no quería a Coppola porque sus anteriores cintas habían fracasado en taquilla, pese a tener experiencia trabajando con presupuestos ínfimos y que por no ser un director famoso, les salía relativamente barato contratarle para el puesto. Según Evans, Coppola inicialmente tampoco deseaba dirigir la película porque temía glorificar a la mafia y la violencia, y reflejaría equivocadamente su herencia italiana, considerando así a la novela de Puzo como sórdida y sensacionalista, describiéndola como "cosas bastante baratas". Pero el joven Coppola aceptó meterse en el proyecto a fin de lograr dinero suficiente para poner en marcha otros proyectos, los de su productora independiente, Zoetrope.
Esta productora, cuyo nombre completo era American Zoetrope, adeudaba más de 400.000 dólares a la Warner Bros. por haber rebasado el presupuesto de la película THX 1138; cuando esta deuda se unió al pobre estado de su bolsillo particular y los consejos de amigos y familiares, Coppola se vio obligado a revertir su decisión inicial y asumió la dirección. Fue anunciado oficialmente como director de la película el 28 de septiembre de 1970. Paramount había ofrecido a otros doce directores el trabajo de dirigir el proyecto antes de que Coppola aceptara. Coppola acordó recibir $125,000 y el seis por ciento de los alquileres brutos.

#### Coppola y Paramount
Antes de que la película entrase en fase de producción, Paramount había pasado por un período sin éxito. Adicionalmente al fracaso de la película The Brotherhood, el estudio usurpó su presupuesto para sus películas recientes: Darling Lili, Paint Your Wagon, y Waterloo. El presupuesto para la película fue originalmente de $2.5 millones, pero a medida que el libro iba creciendo en popularidad, Coppola pidió y finalmente obtuvo un presupuesto más grande. Los ejecutivos de Paramount querían que la película se ambientara en el antiguo Kansas City y se filmara en el plató del estudio para reducir costos. Pero Coppola se opuso y quiso ambientar la película en el mismo período de tiempo que su novela homónima: las décadas de 1940 y 1950; Las razones de para hacerlo de Coppola incluyeron que había que justificar el tiempo que pasó en el Cuerpo de Marines Michael Corleone, el surgimiento de la América corporativa en los años posteriores a la Segunda Guerra Mundial y la existencia consolidada ya de la Comisión fundada por Lucky Luciano. La novela se estaba volviendo cada vez más exitosa, por lo que los deseos de Coppola finalmente se concretaron. Posteriormente, los jefes de los estudios dejaron que Coppola filmara exteriores en Nueva York y Sicilia.
Charles Bluhdorn, ejecutivo de Gulf & Western, estaba frustrado con Coppola por la cantidad de pruebas de pantalla que había realizado sin encontrar a una persona para desempeñar los diferentes roles. La producción se retrasó rápidamente debido a la indecisión de Coppola y los conflictos con Paramount, lo que llevó a que los costos rondaran los 40.000 dólares por día. Con este aumento de los costos, Paramount hizo que el vicepresidente Jack Ballard vigilara de cerca el presupuesto de producción. Mientras filmaba, Coppola declaró que sentía la presión de que podía ser despedido en cualquier momento, pues sabía que los ejecutivos de Paramount no estaban contentos con muchas de las decisiones que había tomado. Por ejemplo, conocía que Evans había pedido a Elia Kazan que tomase las riendas del proyecto, ya que temía que Coppola fuera demasiado inexperto para hacer frente al aumento de tamaño de la producción, que ya era gigantesco. Coppola también estaba convencido de que el editor de la película, Aram Avakian, y el asistente del director, Steve Kestner, estaban conspirando para que lo despidieran. Avakian se quejó ante Evans de que no podía editar las escenas correctamente porque Coppola no estaba filmando suficientes tomas. Sin embargo, Evans estaba satisfecho con el material enviado a la costa oeste y autorizó a Coppola a despedirlos a ambos. Coppola más tarde explicó: "Al igual que en El Padrino, despedí a la gente como ataque preventivo: la gente que más quería que me echaran habían sido echados"." Además, Marlon Brando lo apoyó amenazando con retirarse si Coppola era despedido.
Paramount quería que El padrino atrajera a un público amplio, y amenazó a Coppola con contratar un "entrenador de violencia" para que la película contuviese más acción y hacerla más emocionante y menos europea. Coppola transigió agregando algunas escenas violentas para mantener feliz al estudio y por esa razón se agregó por ejemplo la escena en que Connie rompe la vajilla tras descubrir que Carlo le ha sido infiel.

### Guion
Cuando el productor del filme, Albert S. Ruddy le comunicó a Mario Puzo que Coppola sería el director del proyecto, Puzo comenzó a trabajar inmediatamente en el guion, a sugerencia del propio Ruddy, y el 14 de abril de 1970 se reveló públicamente que Puzo fue contratado por Paramount a cambio de 100.000 dólares y un porcentaje de los beneficios para trabajar en el guion. El libro sin embargo ya tenía una sólida estructura de guion, pero Coppola quería además plasmar aspectos étnicos de las costumbres, cultura, carácter, poder y familia de los emigrados italianos en la película, mientras que Puzo quería reflejar otros aspectos de su novela; un borrador inicial de 150 páginas se terminó el 10 de agosto de 1970. Después de que Coppola fue contratado como director, tanto Puzo como Coppola trabajaron en el guion, pero por separado. Puzo trabajó en su borrador en Los Ángeles, mientras que Coppola, que también era guionista, escribió su propia versión; se pasaba todas las mañanas escribiendo en una mesa del Café Trieste en San Francisco. Coppola creó un libro con páginas arrancadas del libro de Puzo y las pegó en el suyo. Allí tomó notas sobre cada una de las cincuenta escenas del libro, que se relacionaban con los temas principales que prevalecían en cada escena y si la escena debía incluirse en la película, junto con ideas y conceptos que podrían usarse al filmar para hacer que la película sea fiel a la cultura italiana. Los dos permanecieron en contacto mientras escribían sus respectivos guiones y tomaban decisiones sobre qué incluir y qué eliminar para la versión final. Un segundo borrador se completó el 1 de marzo de 1971 y tenía 173 páginas. El guion final se terminó el 29 de marzo de 1971, y su extensiónera de 163 páginas, 40 páginas más que lo que Paramount había pedido. Al filmar, Coppola se refirió al cuaderno que había creado sobre el borrador final del guion. El comienzo de los ensayos fue retrasado una hora y 45 minutos debido a que las últimas revisiones del guion no se habían incorporado y, tras las etapas iniciales, Puzo fue expulsado por completo de la película. Ni siquiera le dejó Paramount contemplar el corte final de la misma. Coppola, a falta de guionista, contrató a Robert Towne, quien hizo un trabajo no acreditado en el guion escribiendo un par de escenas clave que él mismo no había sabido completar, entre las cuales se encontraban la escena entre Vito y Michael tras el regreso del segundo de Sicilia y aquella en que Michael planea la muerte del capitán de policía McCluskey. A pesar de terminar el tercer borrador, algunas escenas de la película todavía no se hallaban redactadas y fueron escribiéndose durante la producción, como en Casablanca.
La Liga de Derechos Civiles Italiano-Estadounidenses quería que todos los usos de las palabras "mafia" y "Cosa Nostra" fueran eliminados del guion, además de sentir que la película enfatizaba los estereotipos negativos sobre los italoestadounidenses. La liga también solicitó que todo el dinero ganado del estreno se donara al fondo de la Liga para construir un nuevo hospital. Coppola afirmó que el guion de Puzo solo contenía dos instancias de la palabra "mafia", mientras que "Cosa Nostra" no se usaba en absoluto. Para no provocar más problemas, como los que antecedieron al inicio de la producción, el autor y el director deliberadamente eliminaron del guion todas las referencias a la palabra "mafia." Esos dos usos fueron eliminados y reemplazados por otros términos que Coppola sintió no cambiaban la historia en absoluto. Y la Liga dio finalmente su venia al guion. Al final este proceso dio como resultado un guion de cerca de 163 páginas para una película de aproximadamente tres horas de duración.
A diferencia de lo que ocurre en la novela, el director y el novelista no permitieron dar saltos en el tiempo, como sucede a menudo en el libro, y retomar parte de lo ya contado con un personaje, al contarlo desde el punto de vista de otros personajes y en otras circunstancias. Esto no pudo ofrecer al espectador los antecedentes de los personajes y por lo tanto no se expusieron algunas motivaciones que impulsan a los personajes a actuar como lo hacen. Además Coppola redujo las tramas secundarias y acortó visiblemente el desarrollo de algunos personajes secundarios, como el del sicario de la familia, Luca Brassi, o el del cantante melódico en crisis, Johnny Fontane - que se ha interpretado como un trasunto de Frank Sinatra-, que tienen más protagonismo en el libro, haciendo que el espectador solo centre su atención en la familia. Conforme leía las páginas del libro, el director descubrió los tintes de tragedia de la historia y optó por enfatizar dicha característica al máximo; de hecho, el propio Francis Ford Coppola mencionó que El padrino le había recordado la tragedia El rey Lear, de William Shakespeare: En ella se representa el crepúsculo de un rey anciano y la ruptura posterior de su reino por las disputas entre sus tres herederas. En la tragedia isabelina, de las tres hermanas, es la menor, Cordelia, la que parece menos preparada, la que al final se muestra realmente digna. El joven Michael - el más pequeño e inexperto de la familia Corleone -, hereda el mando de la familia a causa de los errores de sus hermanos mayores: el violento e impulsivo Sonny, que termina asesinado, y el blando y mujeriego Fredo.

### Casting
Puzo fue el primero en mostrar interés en que Marlon Brando interpretara a Don Vito Corleone; le envió una carta en la que le confesaba que era el "único actor que podía interpretar al Padrino". Pese a los deseos de Puzo, los ejecutivos de Paramount no querían contratarlo por el pobre desempeño y rentabilidad de sus películas recientes y también por su mal genio y carácter imprevisible. Coppola planteó contratar a Brando o, si este lo rechazaba, Laurence Olivier, pero el agente de este último rechazó el papel alegando que estaba enfermo, por más que Olivier pasó a protagonizar la película Sleuth después, en ese mismo año. El estudio presionó principalmente a Ernest Borgnine para que asumiera el personaje, y otros actores considerados fueron George C. Scott, Richard Conte, Anthony Quinn y Orson Welles.
Nuevos problemas surgieron cuando Coppola se decidió por Brando para el papel principal. Él y Puzo estaban de acuerdo, pero todos los demás en Paramount rechazaban la idea. Brando no era del agrado de la productora por el excéntrico comportamiento del actor en sus anteriores películas, que lo había llevado a aparecer en portadas de la prensa sensacionalista. Sin embargo, Coppola no cedió ante las negativas de la productora y amenazó con dejar el filme si no la protagonizaba Brando, por lo que Paramount propuso al director tres condiciones que, ellos sabían, Brando nunca aceptaría. Primero, no ganaría un sueldo establecido, sino que recibiría una parte de las ganancias finales del filme. Segundo, cualquier exceso de presupuesto ocasionado por sus actitudes sería descontado de su parte. Tercero, debía llevar a cabo una audición frente a las cámaras, algo que el actor siempre había rehusado.
Tras meses de debate entre Coppola y Paramount sobre Brando, los dos finalistas para el papel fueron Borgnine y Brando. El presidente de Paramount Stanley Jaffe requirió la prueba de pantalla de Brando, a quien Coppola no quería ofender, y declaró que necesitaba probar el equipo para configurar la prueba de pantalla en la casa de Brando en California. Para el maquillaje, Brando metió bolas de algodón en sus mejillas, se puso betún en el cabello para oscurecerlo y se enrolló el cuello. Coppola colocó la cinta de audición de Brando en medio de los videos de las cintas de audición mientras los ejecutivos de Paramount los miraban. Los ejecutivos quedaron impresionados con los esfuerzos de Brando y le permitieron a Coppola elegir a Brando para el papel si Brando aceptaba un salario más bajo y añadía una cláusula para asegurar que no causaría demoras en la producción. Brando ganó $1.6 millones de un acuerdo de participación neta.
Desde el inicio de la producción, Coppola quería a Robert Duvall para interpretar al consigliere e hijo adoptivo del Don, Tom Hagen. Después de probar en la pantalla a varios otros actores, Coppola finalmente consiguió su deseo y Duvall recibió el papel de Tom Hagen. Al Martino, un entonces famoso cantante en discotecas, se encargó del personaje del cantante afónico y actor Johnny Fontane por un amigo que leyó la novela homónima y sintió que Martino lo representaba cabalmente. Martino contactó entonces con el productor Albert S. Ruddy, quien le otorgó el papel. Sin embargo, Martino fue rechazado cuando Coppola se convirtió en director y le otorgó el papel al cantante italiano Vic Damone. Pero Damone abandonó también el papel porque no quería interpretar, y menos por tan escasa retribución, a un personaje estadounidense antiitaliano. Según Martino, al ser despojado del papel acudió a su padrino y capo Russell Bufalino, quien orquestó la publicación de varios artículos que hablaban de cómo Coppola desconocía que Ruddy le había dado el papel a Martino, lo que, junto a la presión de la mafia que quería a Martino en el papel, condujo a Damone a renunciar a sustituirlo. De cualquier manera, el papel de Johnny Fontane terminó siendo para Martino.
A Robert De Niro originalmente se le dio el papel de Paulie Gatto, aunque audicionó para interpretar a Sonny Corleone. Pero como había quedado vacante un papel en la película The Gang That Couldn't Shoot Straight, cuando Al Pacino abandonó el proyecto para incluirse en El Padrino, De Niro audicionó para sustituirlo; lo obtuvo, así que abandonó El Padrino por ese otro papel. Tras el retiro de De Niro, Johnny Martino obtuvo el papel de Gatto. Coppola eligió a Diane Keaton para el papel de Kay Adams por su reputación de excéntrica. John Cazale obtuvo el papel de Fredo Corleone luego de que Coppola lo viese actuar en una producción de Broadway. A Gianni Russo se le dio el papel de Carlo Rizzi después de que se le pidiera realizar una prueba de pantalla en la que representó la pelea entre Rizzi y Connie.
Ya cercano el comienzo del rodaje el 29 de marzo, Michael Corleone aún no había sido elegido. Los ejecutivos de Paramount querían un actor popular, ya fuera Warren Beatty o Robert Redford; este último tenía además un parecido físico con Michael Corleone, según la novela. El productor quería a Ryan O'Neal en parte por su éxito reciente en la película Love Story. Pero Al Pacino era el favorito de Coppola para el papel, ya que podía imaginarlo vagando por el campo siciliano y quería un actor desconocido con fisonomía de italo-estadounidense. Sin embargo, los ejecutivos de Paramount encontraron que Pacino era demasiado bajo para interpretar a Michael. Dustin Hoffman, Martin Sheen, y James Caan también audicionaron para el papel. Caan fue bien recibido por los ejecutivos de Paramount y se le dio el papel de Michael inicialmente, mientras el papel de Sonny Corleone sería para Carmine Caridi. Coppola todavía siguió presionando para que Pacino interpretara a Michael después del hecho, y Evans finalmente transigió, lo que le permitió a Pacino tener el papel de Michael y a Caan interpretar a Sonny. Evans prefería a Caan sobre Caridi porque Caan era siete pulgadas más bajo que Caridi, que estaba mucho más cerca de la altura de Pacino. Pese a interpretar a Michael Corleone, Pacino fue contratado para protagonizar la película The Gang That Couldn't Shoot Straight de MGM, pero los dos estudios llegaron a un acuerdo y Pacino firmó con Paramount tres semanas antes de empezar a rodar.
Coppola dio varios papeles en la película a miembros de su familia. Dio a su hermana, Talia Shire, el papel de Connie Corleone. Su hija Sofía interpretó a Michael Francis Rizzi, el bebé recién nacido de Connie y Carlo. El compositor Carmine Coppola, su padre, apareció en la película como un extra tocando el piano durante una escena. La esposa, la madre y los dos hijos de Coppola aparecieron como extras en una fotografía. Varios papeles más pequeños, como Luca Brasi, fueron escogidos después de que ya hubiera comenzado el rodaje.
Esta película presenta un retrato naturalista, preciso y profundo de una época y un ambiente, pero sobre todo es una crítica subrepticia a la sociedad norteamericana, las relaciones familiares, la práctica política y sus esquemas morales, tratados sutilmente como trasfondo del guion mediante asuntos relativos al mundo de la mafia, la inmigración, la relación de pareja, los sistemas de dominación familiares, la violencia criminal y su asociación política, etc.
Parte del atractivo visual y estilístico de la obra consiste en la interpretación de la figura de Michael Corleone. En la secuencia inicial de la película, Michael se nos presenta como un joven alejado de los negocios familiares, incluso Coppola emplea filtros especiales que reducen sus arrugas y, combinados con la iluminación y el maquillaje, nos enseña un Michael mucho más joven, recién abandonada la adolescencia. El brutal cambio que se opera en su interior cuando asume la herencia de sangre de los Corleone se refleja también en su rostro, que en la última escena es ya el de un hombre maduro, complejo, que mira directamente a los ojos y miente con todo su corazón.
Sin embargo, se le ha criticado al director el ofrecer una imagen demasiado atractiva del mundo de la mafia. Y la verdad es que los mafiosos quedaron encantados con la imagen empresarial, honorable y legendaria que se ofrecía de un "oficio" en realidad asesino y vulgar. Muchas de sus frases se hicieron legendarias: "Le haré una oferta que no podrá rechazar". "Ten cerca a tus amigos, pero más a tus enemigos". "El Sr. Corleone es un hombre que insiste en escuchar las malas noticias inmediatamente". "El señor Corleone nunca pide un segundo favor una vez que se ha rechazado el primero, ¿entendido?"."No es personal Tom, solo son negocios". "En Sicilia, las mujeres son más peligrosas que las escopetas". "Pasé toda mi vida tratando de no ser descuidado. Las mujeres y los niños pueden ser descuidados. Pero los hombres no". "Nunca odies a tus enemigos, afecta al juicio."

### Recepción y crítica
El padrino fue estrenada el 15 de marzo de 1972: el primer fin de semana ganó 30 millones de dólares, y terminó por recaudar USD 134 966 411 solo en Estados Unidos y más de USD 110 100 000 a nivel internacional. En total, sumó USD 245 066 411 en recaudaciones, cifra muy considerable teniendo en cuenta que su presupuesto fue de 6 millones de dólares.
Es una de las producciones más aclamadas y apreciadas de la cinematografía estadounidense y mundial, considerada por la mayoría de la crítica y un gran sector del público como uno de los mejores filmes de todos los tiempos y la mejor película de Francis Ford Coppola. En 1973, se hizo acreedora a tres Premios Óscar por mejor actor para Marlon Brando, mejor película y mejor guion adaptado para Mario Puzo y Francis Ford Coppola; anteriormente había ganado cinco Globos de Oro por mejor película dramática, mejor director, mejor actor dramático, mejor canción original y mejor guion. Esta fue la primera parte de una trilogía completada a la postre por El padrino II en 1974 y concluida con El padrino III en 1990 que, según estimaciones de Forbes, acumularon un total de 120 166 000 entradas solo en Estados Unidos. Cabe destacar que es una de las pocas películas en tener la máxima puntuación (100) en Metacritic, un porcentaje de 99% de aceptación en Rotten Tomatoes y una nota media de 9,0 en FilmAffinity, al ser la película con mayor puntuación de esta web.
 En 2008, la revista Empire la ubicó en el primer puesto de su lista de las 500 mejores películas de todos los tiempos.

## Lanzamiento

### Teatral

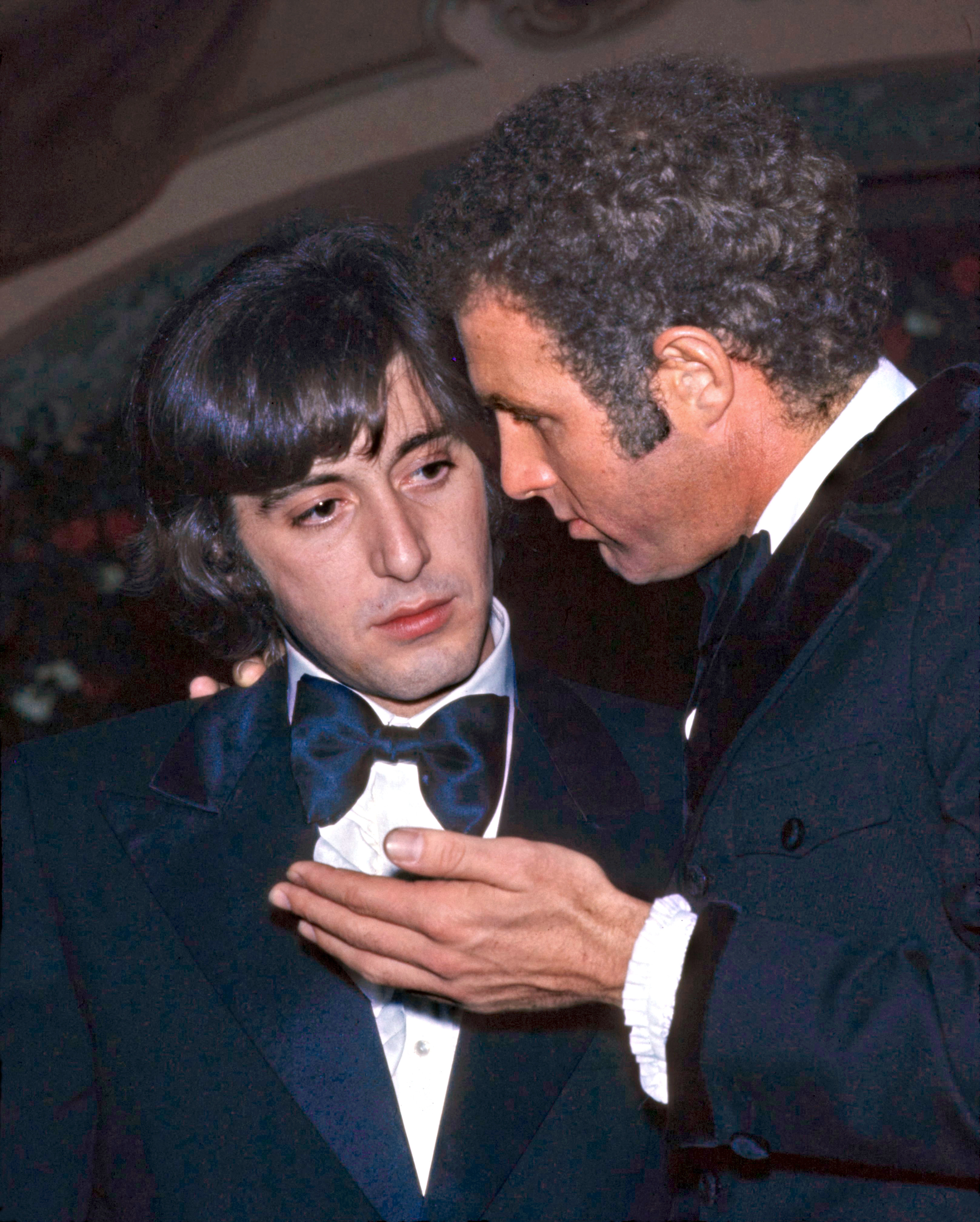
Al Pacino y James Caan alrededor de 1972.

El estreno mundial de El padrino tuvo lugar en el Teatro Estatal de Loews en la ciudad de Nueva York el martes 14 de marzo de 1972, casi tres meses después de la fecha de lanzamiento prevista para el día de Navidad en 1971, con las ganancias del estreno donadas a The Boys Club of New York. Antes del estreno de la película, esta ya había ganado $15 millones de rentas anticipadas de más de 400 teatros. Al día siguiente, la película se estrenó en cinco teatros de Nueva York (Loew's State I y II, Orpheum, Cine y Tower East). El siguiente fue el Teatro Imperial en Toronto el 17 de marzo y luego Los Ángeles en dos teatros el 22 de marzo. El padrino fue lanzado el 24 de marzo de 1972 en el resto de los Estados Unidos llegando a 316 teatros cinco días después.

### Televisivo
Los derechos de televisión se vendieron por un récord de $10 millones a NBC por una presentación durante dos noches. La versión teatral de El padrino debutó en la cadena de televisión estadounidense en NBC con solo pequeñas ediciones. La primera mitad de la película se emitió el sábado 16 de noviembre de 1974 y la segunda mitad dos días después. Las transmisiones televisivas atrajeron una gran audiencia con una calificación Nielsen promedio de 38.2 y una participación de audiencia del 59%, lo que la convierte en la octava película más vista en televisión, con la transmisión de la segunda mitad obteniendo la tercera mejor calificación para una película en la televisión detrás de Aeropuerto y Love Story, con una calificación de 39.4 y 57% de participación. La transmisión ayudó a generar anticipación para la próxima secuela. Al año siguiente, Coppola creó la saga de El Padrino expresamente para la televisión estadounidense en un lanzamiento que combinó El padrino y El padrino II con imágenes no utilizadas de esas dos películas en un relato cronológico que atenuó el material violento, sexual y profano para su debut en la NBC el 18 de noviembre de 1977. En 1981, Paramount lanzó el set en caja de Godfather Epic, que también contaba la historia de las dos primeras películas en orden cronológico, nuevamente con escenas adicionales, pero no redactadas para transmisión sensible. La Trilogía de El Padrino fue lanzada en 1992, en la cual las películas están fundamentalmente en orden cronológico.
La familia de El Padrino: Una mirada al interior fue un documental de 73 minutos publicado en 1991. Dirigida por Jeff Warner, la película presentó contenido detrás de escena de las tres películas, entrevistas con los actores y pruebas de pantalla. La colección de DVD de El padrino se lanzó el 9 de octubre de 2001, en un paquete que contenía las tres películas, cada una con una pista de comentarios de Coppola, y un disco adicional que contenía La familia de El Padrino: Una mirada al interior. El DVD también contenía un árbol genealógico de Corleone, una línea de tiempo del "Padrino" y una grabación de los discursos de aceptación del Premio de la Academia.

#### El padrino: La restauración de Coppola
Durante el estreno teatral original de la película, los negativos originales se desgastaron debido a que el carrete se imprimió demasiado para satisfacer la demanda. Además, el negativo duplicado se perdió en los archivos de Paramount. En 2006, Coppola contactó a Steven Spielberg, cuyo estudio DreamWorks había sido comprado recientemente por Paramount, para restaurar El padrino. Robert A. Harris fue contratado para supervisar la restauración de El padrino y sus dos secuelas, con el director de fotografía de la película Willis participando en la restauración. El trabajo comenzó en noviembre de 2006 reparando los negativos para que pudieran pasar por un escáner digital para producir archivos 4K de alta resolución. Si un negativo se dañaba y se decoloraba, se trabajaba digitalmente para restaurarlo a su aspecto original. Después de un año y medio de trabajo en la restauración, el proyecto se completó. Paramount llamó al producto terminado El padrino: La restauración de Coppola y lo lanzó al público el 23 de septiembre de 2008, tanto en DVD como en Blu-ray Disc. Dave Kehr de The New York Times creía que la restauración trajo de vuelta el "brillo dorado de sus proyecciones teatrales originales". En general, la restauración de la película fue bien recibida por los críticos y Coppola. El padrino: La restauración de Coppola contiene varias características especiales nuevas que se reproducen en alta definición, junto con escenas adicionales.

## Clasificación por edades
| País              | Calificación                                     |
| ----------------- | ------------------------------------------------ |
| Alemania Oriental | 16                                               |
| Argentina         | +16                                              |
| Australia         | MA15+ (2008) R18+                                |
| Canadá            | 13+ (Quebec) AA (Ontario) 14A (Manitoba/Alberta) |
| Brasil            | 14                                               |
| Chile             | 14                                               |
| España            | (1972) +14 (1983) (1997) (2011)                  |
| Estados Unidos    | R                                                |
| Filipinas         | R-18                                             |
| Finlandia         | K-18                                             |
| Hong Kong         | IIB                                              |

| País          | Calificación                     |
| ------------- | -------------------------------- |
| Italia        | T                                |
| India         | A                                |
| Islandia      | 16                               |
| Noruega       | 18                               |
| Nueva Zelanda | R16                              |
| Paraguay      | M-18                             |
| Portugal      | M/18 17 (clasificación original) |
| Perú          | 18                               |
| Reino Unido   | 18 15 (2007)                     |
| Singapur      | M18                              |
| Suecia        | 15                               |
| Canadá        | 18A                              |
| México        | C                                |
| Japón         | R15+                             |

## Banda sonora
La banda sonora de la película fue compuesta por Nino Rota.

## Premios
| Publicación     | País   | Premio                                   | Puesto |
| --------------- | ------ | ---------------------------------------- | ------ |
| Empire          | EUA    | Las 500 mejores películas de la historia | 1      |
| IMDb            | EUA    | Las mejores películas de la historia     | 2      |
| Sight & Sound   | UK     | Las 50 mejores películas de la historia  | 21     |
| Rotten tomatoes | EUA    | Las 50 mejores películas de la historia  | 5      |
| AFI             | EUA    | Las 50 mejores películas de la historia  | 2      |
| FilmAffinity    | España | Las mejores películas de la historia     | 1      |
| Letterboxd      | EUA    | Las mejores películas de la historia     | 1      |

### Premios Óscar
| Año  | Categoría                 | Receptor                                            | Resultado  |
| ---- | ------------------------- | --------------------------------------------------- | ---------- |
| 1972 | Mejor película            | Albert S. Ruddy                                     | Ganadora   |
| 1972 | Mejor director            | Francis Ford Coppola                                | Candidato  |
| 1972 | Mejor actor               | Marlon Brando                                       | Ganador    |
| 1972 | Mejor actor de reparto    | James Caan                                          | Candidato  |
| 1972 | Mejor actor de reparto    | Robert Duvall                                       | Candidato  |
| 1972 | Mejor actor de reparto    | Al Pacino                                           | Candidato  |
| 1972 | Mejor guion adaptado      | Francis Ford Coppola y Mario Puzo                   | Ganadores  |
| 1972 | Mejor banda sonora        | Nino Rota                                           | Candidato  |
| 1972 | Mejor diseño de vestuario | Anna Hill Johnstone                                 | Candidata  |
| 1972 | Mejor montaje             | William Reynolds y Peter Zinner                     | Candidatos |
| 1972 | Mejor sonido              | Bud Grenzbach, Richard Portman y Christopher Newman | Candidatos |

1. ↑  Brando rechazó el Óscar, en su lugar envió a la ceremonia a una actriz estadounidense de origen indio, que se manifestó en contra del tratamiento que recibía su pueblo en las películas de Hollywood y por los acontecimientos que ocurrían por aquel entonces en Wounded Knee.
2. ↑  Nino Rota fue descalificado al considerarse que su canción era una versión de otra utilizada anteriormente. John Addison por La huella entró en su lugar.

### Globos de Oro
| Año  | Categoría              | Receptor                          | Resultado |
| ---- | ---------------------- | --------------------------------- | --------- |
| 1973 | Mejor película - Drama |                                   | Ganador   |
| 1973 | Mejor director         | Francis Ford Coppola              | Ganador   |
| 1973 | Mejor actor - Drama    | Marlon Brando                     | Ganador   |
| 1973 | Mejor guion            | Mario Puzo y Francis Ford Coppola | Ganador   |
| 1973 | Mejor banda sonora     | Nino Rota                         | Ganador   |

### Premios BAFTA
| Año  | Categoría                 | Receptor            | Resultado |
| ---- | ------------------------- | ------------------- | --------- |
| 1973 | Mejor actor               | Marlon Brando       | Candidato |
| 1973 | Mejor actor de reparto    | Robert Duvall       | Candidato |
| 1973 | Mejor diseño de vestuario | Anna Hill Johnstone | Candidata |
| 1973 | Mejor música original     | Nino Rota           | Ganador   |

### Premios David de Donatello
| Año  | Categoría                 | Receptor  | Resultado |
| ---- | ------------------------- | --------- | --------- |
| 1973 | Mejor película extranjera |           | Ganadora  |
| 1973 | David especial            | Al Pacino | Ganador   |

### National Board of Review
| Año  | Categoría              | Receptor  | Resultado |
| ---- | ---------------------- | --------- | --------- |
| 1972 | Mejor actor secundario | Al Pacino | Ganador   |

### National Society of Film Critics
| Año  | Categoría   | Receptor  | Resultado |
| ---- | ----------- | --------- | --------- |
| 1973 | Mejor actor | Al Pacino | Ganador   |

### Premios Eddie
| Año  | Categoría                         | Receptor     | Resultado |
| ---- | --------------------------------- | ------------ | --------- |
| 1973 | Eddie a la película mejor editada | Peter Zinner | Candidata |

### Premios del gremio de directores de Estados Unidos
| Año  | Categoría                            | Receptor             | Resultado |
| ---- | ------------------------------------ | -------------------- | --------- |
| 1973 | Logro destacado en dirección de cine | Francis Ford Coppola | Ganadora  |

### Premios WGA
| Año  | Categoría                    | Receptor                         | Resultado |
| ---- | ---------------------------- | -------------------------------- | --------- |
| 1973 | Mejor guion adaptado (drama) | Francis Ford Coppola, Mario Puzo | Ganadora  |

### Premios del Círculo de Críticos de Cine de Nueva York
| Año  | Categoría              | Receptor      | Resultado |
| ---- | ---------------------- | ------------- | --------- |
| 1973 | Mejor actor secundario | Robert Duvall | Ganador   |

### Premios del Círculo de Críticos de Cine de Kansas
| Año  | Categoría      | Receptor             | Resultado |
| ---- | -------------- | -------------------- | --------- |
| 1973 | Mejor actor    | Marlon Brando        | Ganador   |
| 1973 | Mejor director | Francis Ford Coppola | Ganador   |